# الجامعة التقنية الوطنية "دنيبرو بوليتكنيك"
الجامعة التقنية الوطنية «دنيبرو بوليتكنيك» مؤسسة تعليم عالي أوكرانية، (بالأوكرانية: Національний технічний університет «Дніпро́вська політе́хніка») هي جامعة تقع في دنيبروبتروفسك أوبلاست، أوكرانيا. تأسست هذه الجامعة في سنة 1899